# دی‌ان‌ای زائد

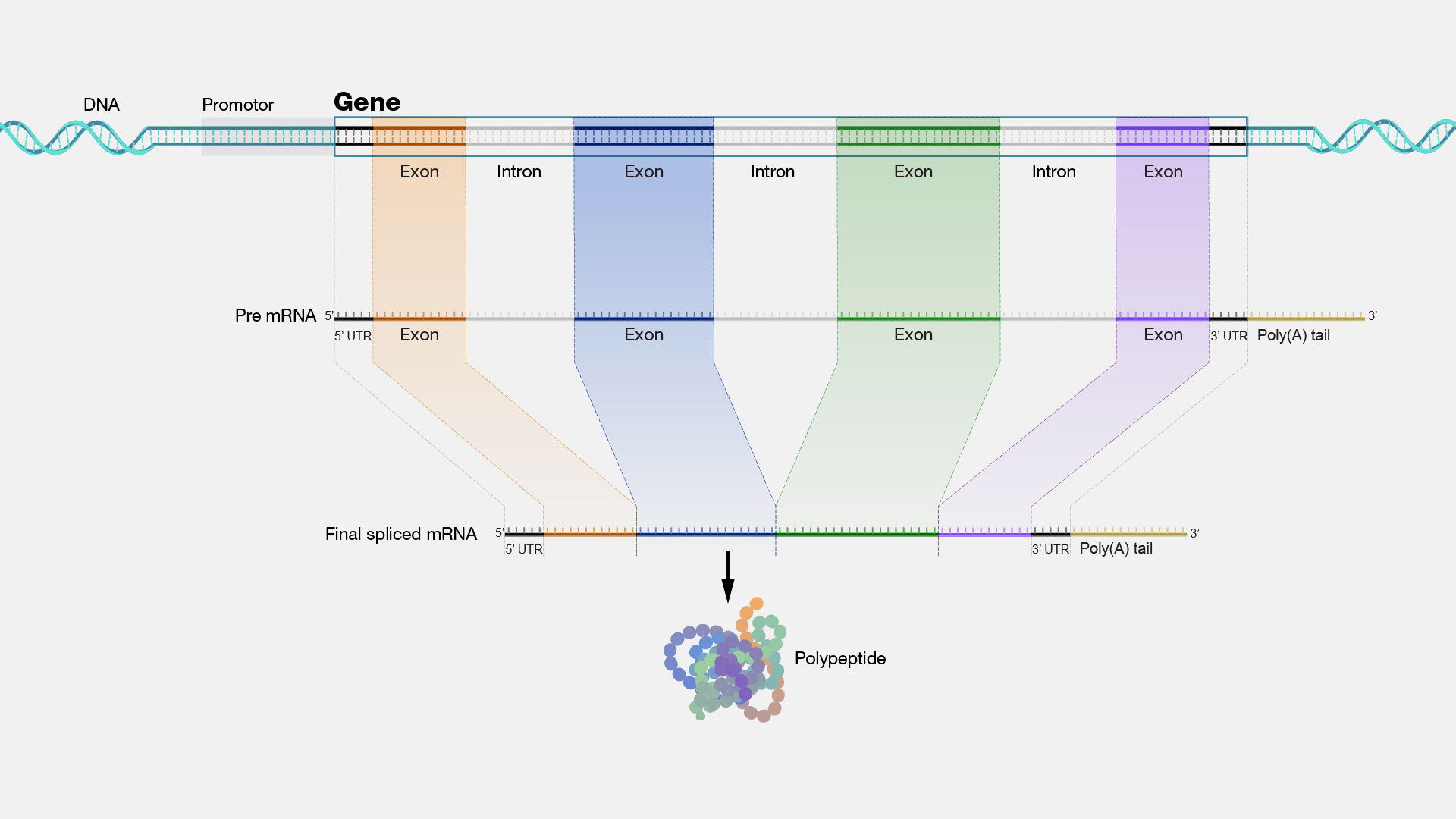
یک ژن معمولی با اینترون‌ها و اگزون‌هایش. اینترون‌ها که بخش بزرگی از ژن‌های کدکنندهٔ پروتئین را می‌سازند، دی‌ان‌ای زائد در نظر گرفته می‌شوند.

دی‌ان‌ای زائد (دی‌ان‌ای غیرکاربردی) توالی‌ای از دی‌ان‌ای است که هیچ کارکرد زیستی شناخته‌شده‌ای ندارد. بیشتر جانداران مقداری دی‌ان‌ای زائد در ژنوم خود دارند —عمدتاً شامل شبه‌ژن‌ها و قطعاتی از ترنسپوزون‌ها و ویروس‌ها— اما این امکان وجود دارد که برخی جانداران مقدار زیادی دی‌ان‌ای زائد داشته باشند.
همهٔ نواحی کدکنندهٔ پروتئین به‌طور کلی به عنوان عناصر کاربردی در ژنوم‌ها در نظر گرفته می‌شوند. علاوه بر این، نواحی غیرکدکنندهٔ پروتئین مانند ژن‌های مربوط به آران‌ای ریبوزومی (rRNA) و آران‌ای حامل، توالی‌های تنظیمی، منشأ همانندسازی، سانترومرها، تلومرها و نواحی اتصال داربست به عنوان عناصر کاربردی شناخته می‌شوند. (برای اطلاعات بیشتر، به دی‌ان‌ای غیرکدکننده مراجعه کنید)
تعیین کاربردی یا غیرکاربردی بودن سایر نواحی ژنوم دشوار است. در این زمینه، اختلاف نظر قابل توجهی دربارهٔ معیارهای مناسب برای شناسایی عملکرد وجود دارد. بسیاری از دانشمندان، دیدگاهی تکاملی نسبت به ژنوم دارند و معیارهایی را ترجیح می‌دهند که مبتنی بر حفظ توالی‌های دی‌ان‌ای توسط انتخاب طبیعی باشند. برخی دانشمندان این دیدگاه را رد می‌کنند یا تفسیر متفاوتی از داده‌ها ارائه می‌دهند.